# Ciudad Barrios
Ciudad Barrios è un comune del dipartimento di San Miguel, in El Salvador.

## Storia
Ottenne il titolo di città nel 1913.